# Love (album de Girl's Day)
Pour les articles homonymes, voir Love.
Albums de Girl's Day
Everyday 4
(2014)
Singles
1. Ring My Bell
Sortie : 7 juillet 2015

Love est le second album studio du girl group sud-coréen Girl's Day. Il est sorti le 7 juillet 2015. Le titre-phare, Ring My Bell, a été utilisé pour les promotions de l'album.

## Promotion
L'album est sorti le 7 juillet 2015.
Les promotions pour le titre « Ring My Bell » ont commencé le 6 juillet 2015 au The Show.

## Liste des titres
| No  | Titre                       | Auteur                                         | Producteur(s)                          | Durée |
| --- | --------------------------- | ---------------------------------------------- | -------------------------------------- | ----- |
| 1.  | With Me                     | Duble Sidekick, Long Candy                     | Duble Sidekick, Homeboy, Long Candy    | 3:30  |
| 2.  | Ring My Bell (링마벨)       | ₩uNo, Long Candy                               | Homeboy, Radio Galaxi, Long Candy      | 3:20  |
| 3.  | Macaron (마카롱)            | Duble Sidekick, Long Candy                     | Duble Sidekick, Long Candy, Glory Face | 3:13  |
| 4.  | Come Slowly                 | Radio Galaxi, Seion, Park Jang Geun, David Kim | Long Candy                             | 4:11  |
| 5.  | Top Girl                    | 남기상, Daniel R., 강전명                      | 남기상, 권선익, 박기현, 정택준         | 3:48  |
| 6.  | Darling                     | Duble Sidekick                                 | Duble Sidekick                         | 3:15  |
| 7.  | Whistle (휘파람)            | Duble Sidekick                                 | Duble Sidekick, Radio Galaxi           | 3:36  |
| 8.  | Look At Me                  | Duble Sidekick, David Kim                      | Duble Sidekick, Tenzo and Tasco        | 3:43  |
| 9.  | Something                   | Duble Sidekick                                 | Duble Sidekick                         | 3:22  |
| 10. | Timing                      | Duble Sidekick                                 | Duble Sidekick, Radio Galaxi           | 3:21  |
| 11. | I Miss You (보고싶어)       | Duble Sidekick, David Kim, Seion               | Duble Sidekick, Seion                  | 3:39  |
| 12. | Show You                    | Duble Sidekick, David Kim                      | Duble Sidekick, Tenzo and Tasco        | 4:03  |
| 13. | Hello Bubble                | Duble Sidekick, Tenzo and Tasco                | Duble Sidekick, David Kim              | 3:25  |
| 14. | Ring My Bell (Instrumental) |                                                | Homeboy, Radio Galaxi, Long Candy      | 3:19  |

## Classement
| Classement               | Meilleure position |
| ------------------------ | ------------------ |
| Gaon Weekly Album Chart  | 3                  |
| Gaon Monthly Album Chart | 10                 |

### Ventes et certifications
| Classement          | Quantité       |
| ------------------- | -------------- |
| Gaon physical sales | Plus de 28 260 |